# Katara (Qatar)

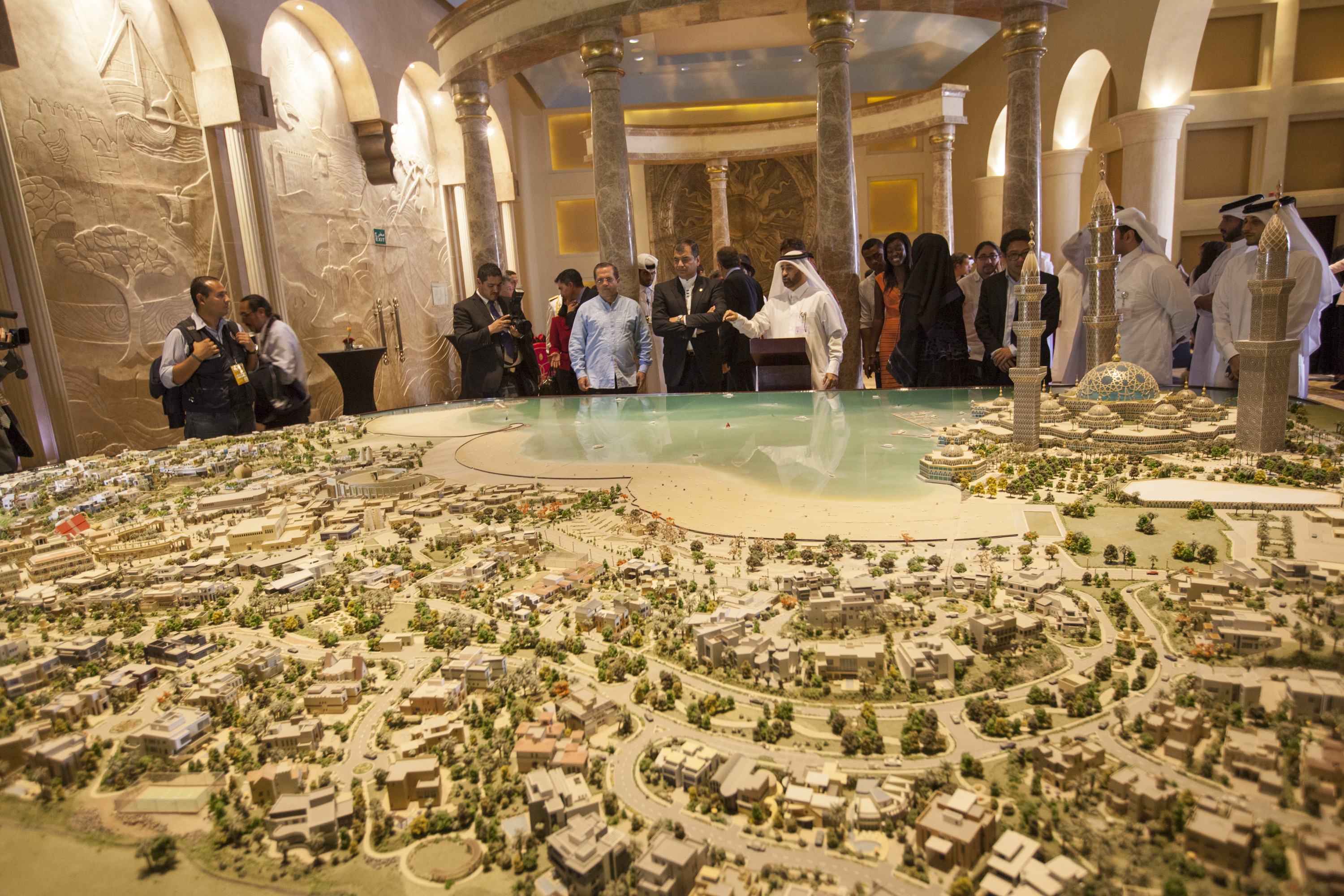
Maquette de Katara.

Katara est un « village culturel » situé à Doha, au Qatar, ouvert à partir de 2010.

## Localisation
Il est situé sur la côte est entre la West Bay et the Pearl, au nord de Doha.

## Origine du nom
Le nom de Katara est repris d'une mention sur une carte attribuée au géographe Claude Ptolémée, pour la péninsule du Qatar,  au milieu du IIe siècle.

## Historique
Ce « village culturel  » ouvre en 2010,. En 2015, un centre commercial se construit à proximité, le Katara Plaza,  comprenant des Galeries Lafayette. Un musée mettant en valeur le patrimoine maritime du pays ouvre ses portes en novembre 2015. Puis, début avril 2016, un hôtel des ventes AlBahie ouvre également. Des paillotes et des lieux de vente de souvenirs touristiques sont mises en place à la fin des années 2010 sur le bord de mer.

## Description
Le village culturel de Katara s’étend sur près de 100 hectares, avec une trentaine de bâtiments, et un dédale d’allées pavées voulant évoquer un souk oriental médiéval.
Katara possède aussi un amphithéâtre de style gréco-romain, en son centre, une mosquée, un opéra, un cinéma polyvalent, une salle de conférence polyvalente, et une plage.
Plusieurs organisations qataries ont leurs bureaux à Katara. Il s'agit notamment de la Qatari Society for Engineers, de la Qatar Fine Arts Society, du Visual Art Centre, de la Qatar Photographic Society, du Childhood Cultural Centre, de la Theatre Society et de la Qatar Music Academy.

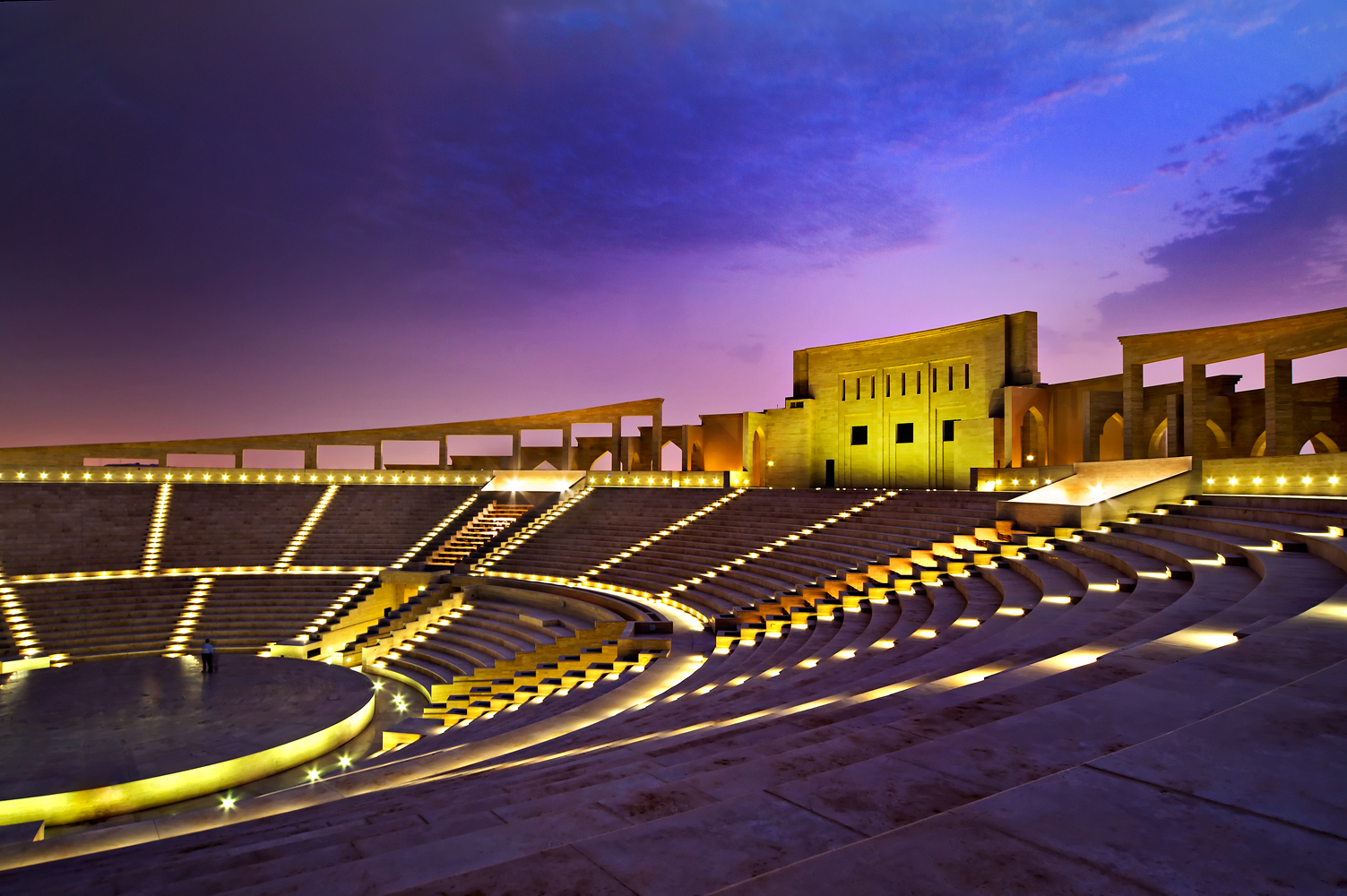
Amphithéâtre
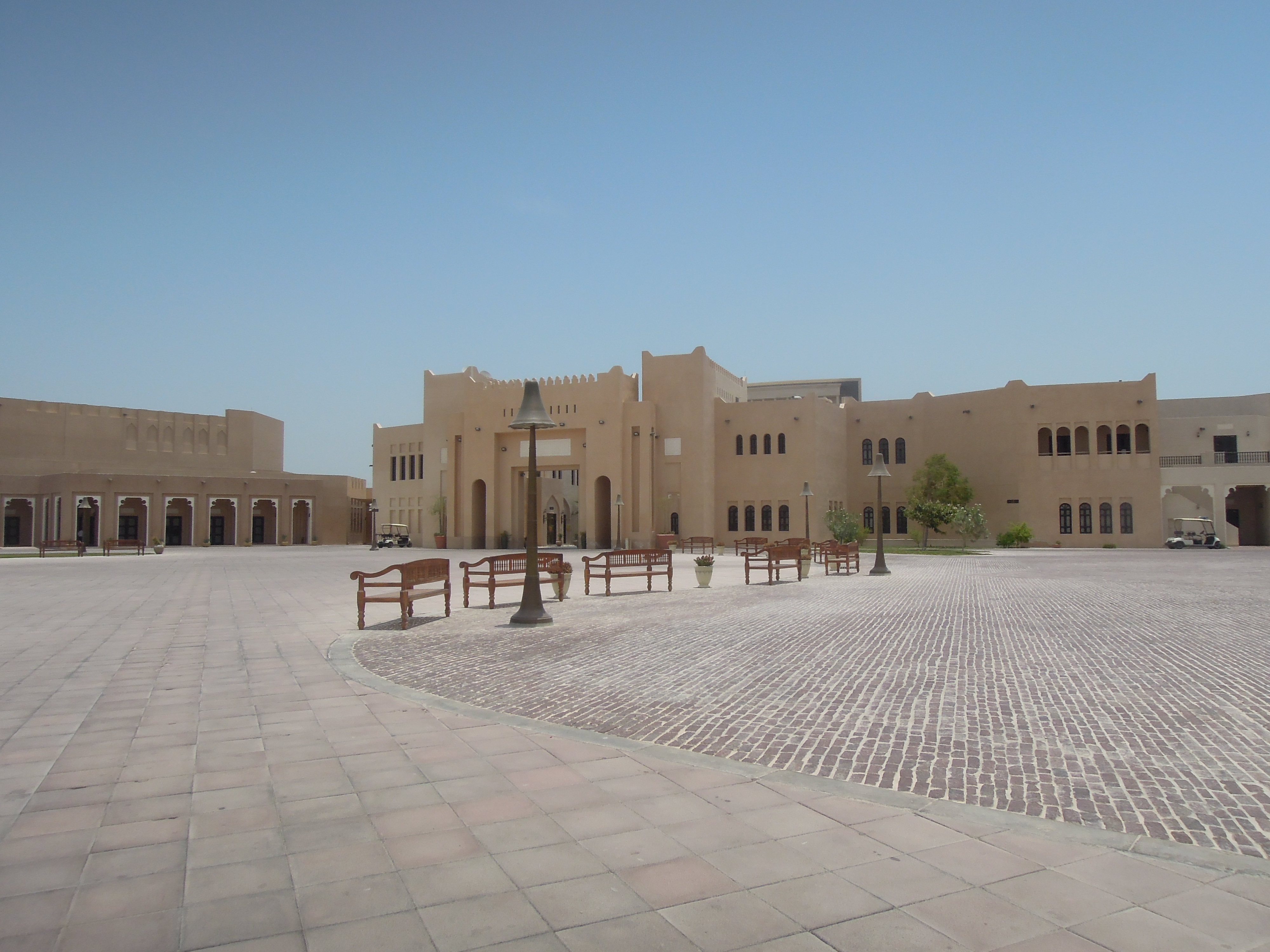
Autre vue
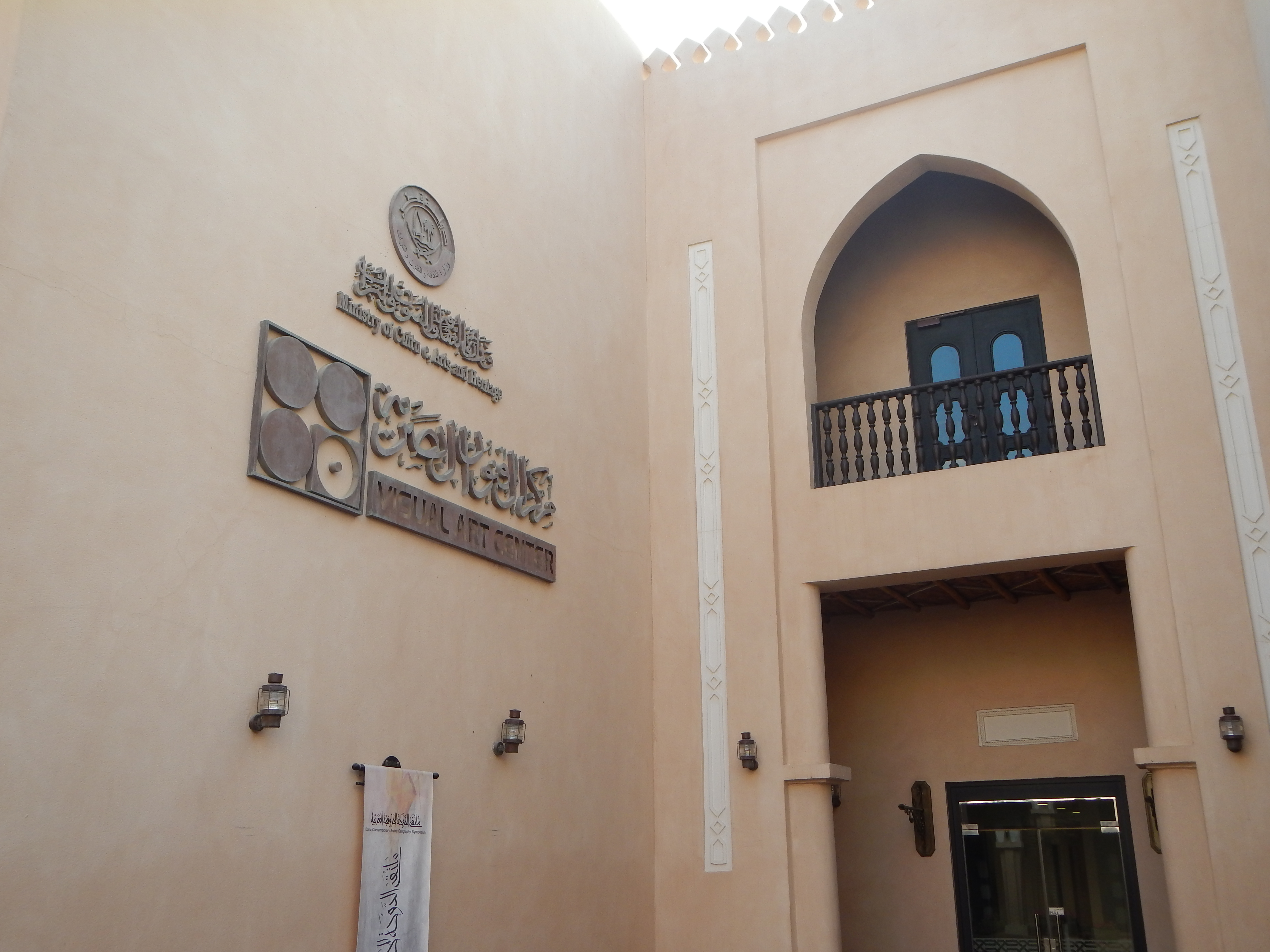
Visual Art Center

## Fréquentation
La fréquentation du site n’est pas très importante et serait en baisse : « Tous ces espaces sont déserts et comptent plus d’employés que de visiteurs », selon le journal Libération en 2019, malgré les évolutions apportées au cours de la décennie. L’amphithéâtre gréco-romain accueille 2 ou 3 spectacles par an.